# Agrostophyllum inocephalum
Agrostophyllum inocephalum är en orkidéart som först beskrevs av Johannes Conrad Schauer, och fick sitt nu gällande namn av Oakes Ames. Agrostophyllum inocephalum ingår i släktet Agrostophyllum och familjen orkidéer. Inga underarter finns listade i Catalogue of Life.